# Касансайский район
Касансайский район (тума́н; узб. Kosonsoy tumani / Косонсой тумани) — район в Наманганской области Узбекистана. Административный центр — город Касансай.

## История
Касансайский район был образован в 1926 году. В 1938 году вошёл в состав Ферганской области. В 1941 году отошёл к Наманганской области. 14 декабря 1959 года к Касансайскому району была присоединена часть территории упразднённого Задарьинского района.
В 1960 году вновь передан в Ферганскую область. 31 марта 1961 года переведён в Андижанскую область. В 1963 году упразднён. В 1973 году восстановлен в составе Наманганской области.

## Административно-территориальное деление
По состоянию на 1 января 2011 года, в состав района входят:
Город
1. Касансай.

10 городских посёлков:
1. Богишамол,
2. Истиклол,
3. Касан,
4. Кукумбай,
5. Озод,
6. Тергачи,
7. Чиндовул,
8. Чуст Куча,
9. Янгийул,
10. Янгишахар,
11. Обод.
12. Узункишлок

7 сельских сходов граждан:
1. Ёшлик,
2. Карасув,
3. Касан,
4. Кукумбай,
5. Тергачи,
6. Чиндовул,
7. Ширин.